# Varanus pilbarensis
Varanus pilbarensis є невеликим представником родини Varanidae, ендемічним для хребта Чічестер на північному заході Австралії.

## Опис
Вид Varanus, м’ясоїдних рептилій, який має переважно червонуватий колір і віддає перевагу кам’янистому середовищу існування. Їхній розмір порівняно невеликий, загальна довжина не перевищує 470 міліметрів. Хвости Varanus pilbarensis удвічі перевищують довжину тіла без хвоста, округлі та з сильними смужками вздовж довжини, а на кінці мають чорні та кремові смуги. Розташування колючих і гребінчастих лусок біля основи хвоста відрізняє цей вид від його близьких родичів, як і високе розташування ніздрів на морді. На ногах є плями чорно-кремового кольору, на лапах короткі, товсті та сильно вигнуті кігті. Верхня поверхня їх шкіри має ряд чорних кільцевих світло-сірих візерунків, схожих на очі, на лусці, на спині, шиї та верхніх частинах кінцівок.

## Ареал і середовище проживання
Вони обмежені регіоном Пілбара на північному заході Австралії. Подібний вид Varanus kingorum зустрічається на півночі, в регіоні Кімберлі, в ареалі поширення, що не перекривається. Varanus pilbarensis зустрічається на хребті Чічестер в регіоні Пілбара, інший вид, Varanus hamersleyensis, названий на честь свого ареалу на південь від басейну річки Фортеск’ю в хребті Гамерслі; останній темніший і відмітка менш помітна, ніж цей вид.